# Yusif Veliyev
Yusif Veliyev (en azerí: Yusif Vəliyev; Derbent, 22 de marzo de 1917 - Bakú, 18 de marzo de 1980) fue un actor de cine y de teatro de Azerbaiyán, Artista del Pueblo de la RSS de Azerbaiyán.

## Biografía
Yusif Veliyev nació el 22 de marzo de 1917 en Derbent. En 1933-1936 estudió en la Universidad Estatal de Cultura y Arte de Azerbaiyán. En estos años actuó en el Teatro Académico Estatal de Drama de Azerbaiyán. Desde 1949 hasta el fin de su vida Yusif Veliyev interpretó en el Teatro Estatal de Espectadores Jóvenes de Azerbaiyán. El actor recibió el título “Artista del Pueblo de la RSS de Azerbaiyán” en 1979.
Yusif Veliyev murió el 18 de marzo de 1980 en Bakú.

## Filmografía
- 1955 – “Bekhtiyar”
- 1958 - “En las orillas lejanas”
- 1961 – “Nuestra calle”
- 1962 - “Telefonista”
- 1962 - “Gran apoyo”
- 1963 - “¿Dónde está Ahmed?”
- 1966 - “La chica morena”
- 1969 - “En la ciudad del sur”
- 1970 - “Mis siete hijos”
- 1973 – “Nesimi”
- 1975 – “Dede Gorgud”
- 1977 - “Una puñalada en la espalda”
- 1977 – “Cumpleaños”
- 1979 - “La investigación”
- 1979 - “El hombre raro”

## Premios y títulos
- Orden de la Insignia de Honor
- Artista de Honor de la RSS de Azerbaiyán (1960)
- Artista del Pueblo de la RSS de Azerbaiyán (1979)